# Premio Birgit Nilsson
Premio Birgit Nilsson de un millón de dólares es el mayor dado en la industria de la música clásica y fue establecido por la famosa soprano sueca Birgit Nilsson para apoyar e inspirar artistas y entidades musicales. Se presenta en la Ópera Real de Estocolmo y es entregado por el rey de Suecia. Se entrega cada dos o tres años

## Laureados
- 2009, Plácido Domingo[4]
- 2011, Riccardo Muti[5]
- 2014, Orquesta Filarmónica de Viena[6]
- 2018, Nina Stemme[7][8]
- 2022, Yo-Yo Ma[9]